# Межпланетная свадьба
Межплане́тная сва́дьба (итал. Un matrimonio interplanetario) — первый итальянский научно-фантастический фильм, снятый в 1910 году.

## Сюжет
Астроном Альдовино наблюдает за Марсом через мощный телескоп. Он видит странные пейзажи, города с домами необычных округлых форм. Он приближает изображение к одному из домов и видит наблюдающую за ним через свой телескоп марсианскую астрономку по имени Яла. Молодые люди тут же влюбляются друг в друга. Альдовино бежит на телеграф и отправляет на Марс сообщение отцу Ялы с просьбой позволить ему жениться на его дочери. Отец соглашается (отправляя Альдовино ответную телеграмму), но при условии, что свадьба состоится ровно через год на Луне, куда земной астроном должен прибыть самостоятельно. Альдовино проектирует огромное полое ядро, в которое помещается вместе с нотариусом, после чего ядро посредством огромной пушки выстреливается в сторону Луны. В то же время Яла с отцом садятся в странного вида продолговатую капсулу с треугольной дверью, капсулу разгоняют по наклонным рельсам, после чего она взлетает. Оба летательных аппарата приземляются на Луне поблизости в одно и то же время. На Луне происходит свадебная церемония.

## Съёмочная группа
Автором сценария и режиссёром фильма выступил писатель, иллюстратор и кинематографист Энрико Новелли, известный также под псевдонимом Ямбо. Никакой информации о прочих участниках съёмочного процесса и исполнителях ролей не сохранилось.

## Восприятие
Фильм считается первым итальянским научно-фантастическим фильмом. Исследователи предполагают, что возможно сюжет фильма вдохновлён опубликованным в 1908 году романом того же Новелли «Лунная колония» (итал. La colonia lunare), в котором уже содержалась сюжетная линия о свадьбе на естественном спутнике Земли. Вместе с тем, в отличие от романа, где автор пытался придать фантастической составляющей правдоподобность, «Межпланетную свадьбу» характеризует очевидная пародийность. Этим фильм также отличается от книг Жюля Верна (в частности, «С Земли на Луну…», 1865) и фильма Жоржа Мельеса «Путешествие на Луну» (1902), аллюзии на которые в фильме просматриваются достаточно отчётливо. Автор не стремился заинтриговать зрителя — сюжет фильма примерно понятен уже из его названия. Вместо этого он уделил большое внимание спецэффектам, технически доступным в его времени — значительная часть визуальной части выполнена техникой достаточно новой для начала XX века мультипликации. По мнению исследователей, фильм представляет собой редкий пример итальянской фантастики — киножанра вообще не слишком свойственного для этой страны. Многое в фильме восходит к традиционной итальянской комедии — в частности, комедия дель арте, что отличает его от достаточно серьёзных фантастических фильмов той эпохи (прежде всего — французских, из которых позднее выросла и американская кинофантастика). Отмечается также близость визуальной составляющей течению футуризма.